# Dún Aengus

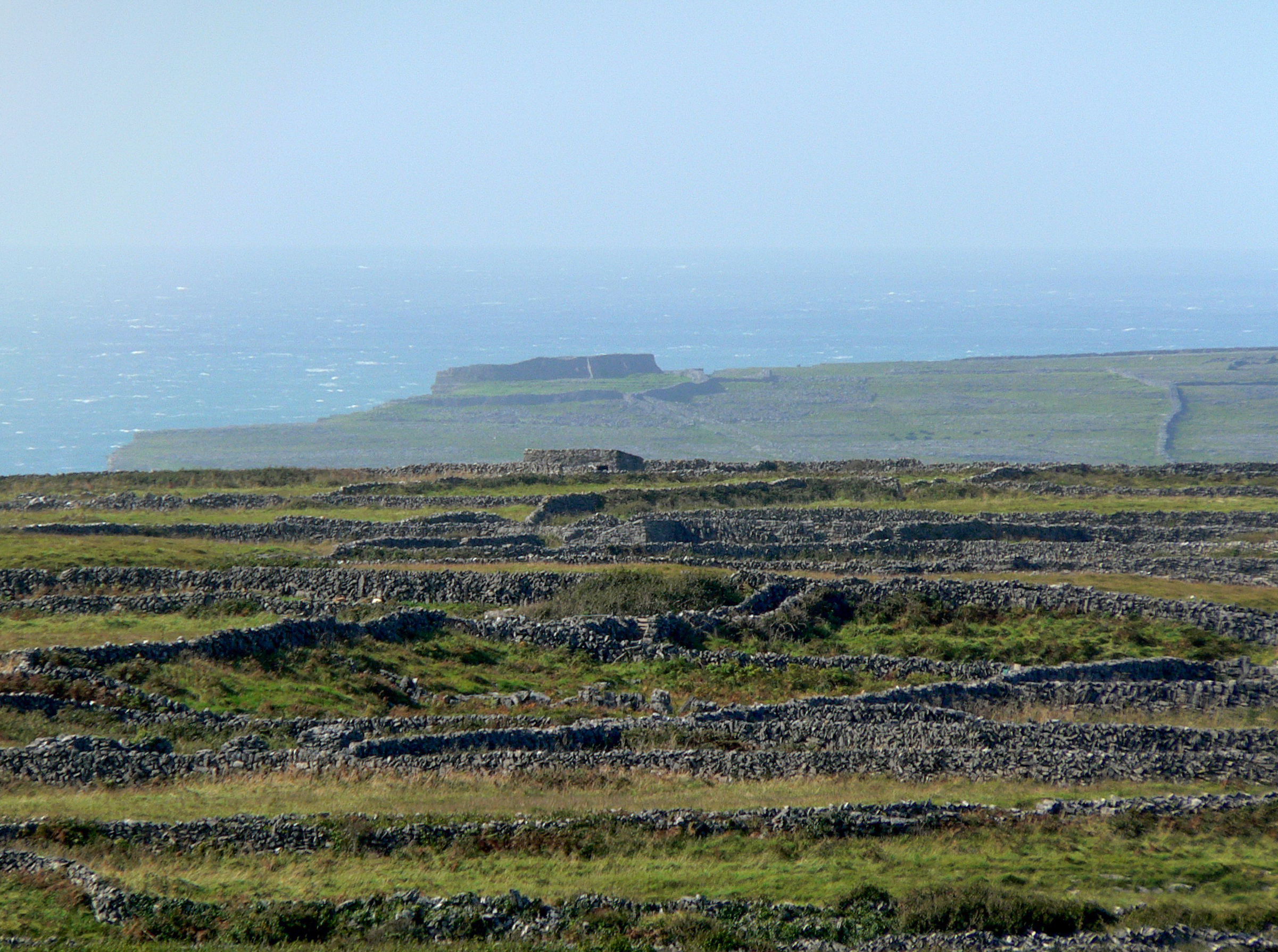
Dún Aengus na wyspie Inishmore

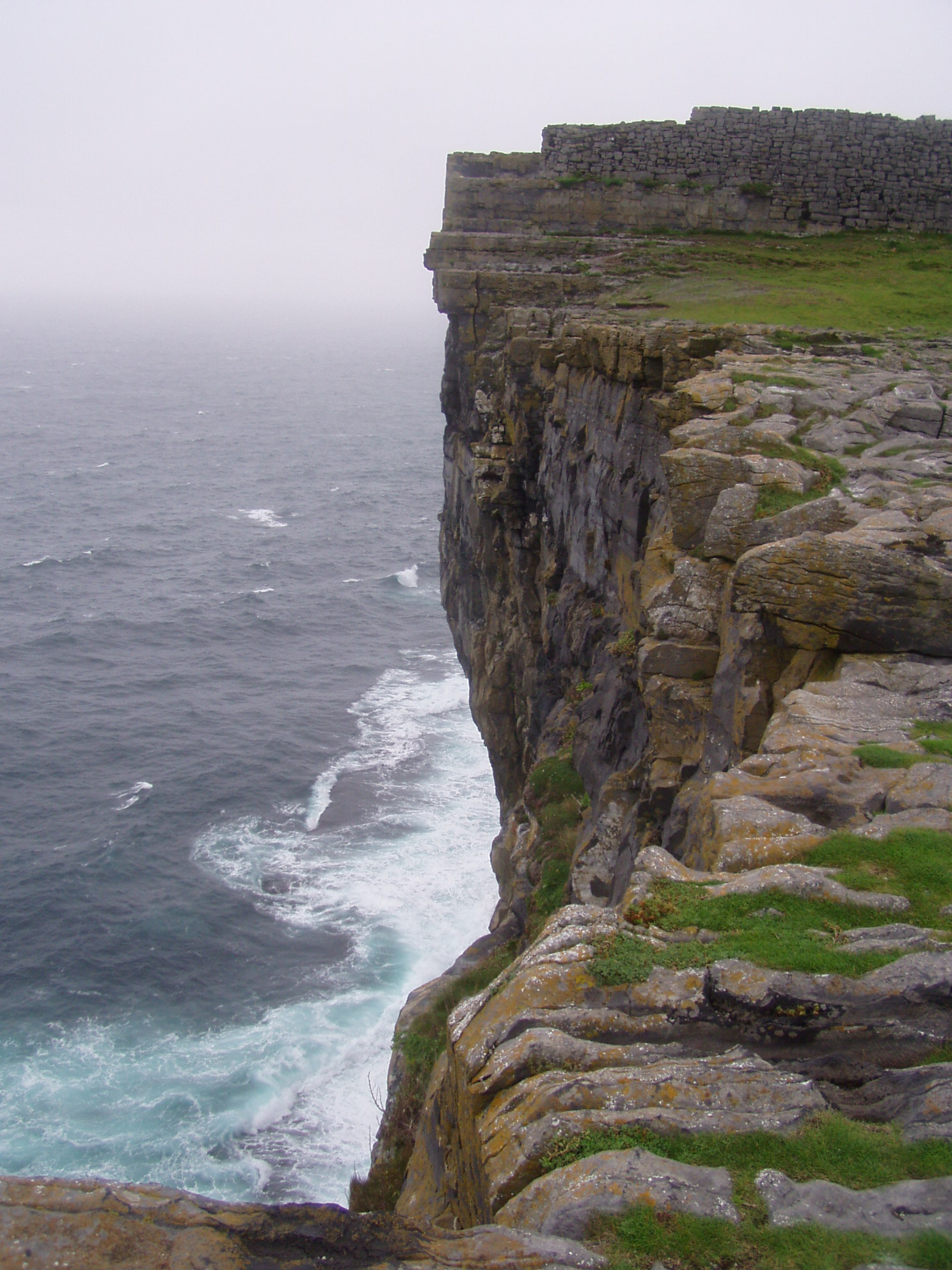
Dún Aengus

Dún Aengus (irl. Dún Aonghasa) – pozostałość kamiennej budowli obronnej (fortu) pochodzącej najprawdopodobniej z epoki późnego brązu (ok. 700 lat p.n.e.), znajdująca się na wyspie Inis Mór (wyspy Aran, Irlandia). Tworzą ją trzy koncentryczne, kamienne mury w kształcie półkręgów, z których wewnętrzny – największy ma 5,8 wysokości i 4,9 metrów grubości i otacza obszar o powierzchni 5 hektarów. Drugi jest rozdwojony w kierunku południowo-zachodnim. Trzeci, najdłuższy ogranicza obszar o powierzchni ponad 20 hektarów. Prawdopodobnie w przeszłości budowla miała kształt regularnego koła, jednak prawie jej połowa osunęła się do morza w wyniku podmycia klifu, na skraju którego się znajduje.
W 2010 roku pięć zachodnich fortów kamiennych, w tym  Dún Aengus, zostało wpisanych na irlandzką listę informacyjną UNESCO – listę obiektów, które Irlandia zamierza rozpatrzyć do zgłoszenia do wpisu na listę światowego dziedzictwa UNESCO.